# Mary Ryan
Mary Ryan (14 de septiembre de 1873-16 de junio de 1961) fue una profesora irlandesa, la primera mujer en ocupar una cátedra universitaria en Irlanda y el Reino Unido al ser nombrada catedrática de Lenguas romances en la Universidad de Cork (UCC) en 1910, cargo que ostentó durante 30 años.
Recibió la Legión de Honor por el Gobierno de Francia.
Entre las figuras destacadas que fueron alumnos suyos se encuentran Sean O'Faolain y la catedrática de Francés, también de la UCC, Kathleen O'Flaherty.
Se licenció en 1895, sin haber asister a las clases en la universidad –solamente acudiendo para hacer los exámenes– por la misma universidad donde 15 años más tarde sería admitida como catedrática. Publicó artículos sobre autores católicos como Caritas Pirckheimer, Gertrud von le Fort y Hans Carossa en revistas como Irish Rosary, la Irish Ecclesiastical Review o Hochland. En 1903 publicó un artículo sobre Goethe en New Ireland Review.
En 1951 publicó una biografía sobre el poeta francés Paul Claudel, titulada Introduction to Paul Claudel.